# Microdon crassitarsis
Microdon crassitarsis är en tvåvingeart som först beskrevs av Macquart 1848.  Microdon crassitarsis ingår i släktet myrblomflugor, och familjen blomflugor. Inga underarter finns listade i Catalogue of Life.